# 黑雅首海鯰
黑雅首海鯰為輻鰭魚綱鯰形目海鯰科的其中一種，分布於東南大西洋區，從那米比亞至南非海域，體長可達45公分，棲息在礁石區，屬肉食性，以甲殼類為食，可作為食用魚。

## 擴展閱讀
維基物種上的相關：黑雅首海鯰